# Associazione Sportiva Lavello
L'Unione Sportiva Dilettantistica Lavello, meglio nota come Lavello, è una società calcistica italiana con sede a Lavello, in provincia di Potenza. Milita nell'Eccellenza, quinta divisione del campionato italiano. 
È il quarto sodalizio, in ordine di tempo, a costituire la massima espressione calcistica dell'omonimo comune. Il primo, l'U.S. Lavello, fu fondato nel 1932 e partecipò solo a campionati regionali fino alla fine degli anni cinquanta, mentre subito dopo l'Associazione Sportiva Lavello, esistita almeno fino a fine anni ottanta, partecipò a tredici campionati dilettantistici interregionali. In totale, le partecipazioni alla massima serie dilettantistica fra i sodalizi avvicendatisi ammontano a venti.

## Storia
Per le rappresentative cittadine avvicendatesi negli anni, al momento non ci sono riscontri abbastanza chiari o formali riguardo a una tradizione o una storia condivise, né tanto meno risultano legami giuridici, sebbene le ultime tre posseggono gli stessi colori sociali. L'U.S.D. Lavello presenta stemmi affini alla Polisportiva F.C. Lavello, con la torre ardente, simbolo del comune ofantino; effigie già utilizzata dall'U.S. Lavello perlomeno nella stagione 1952-53. Un articolo della Gazzetta del Mezzogiorno pubblicato all'indomani dello scioglimento del 2008, avvalorerebbe una storia comune. Infine, l'ultimo club è stato fondato nel 2008 proprio in risposta allo scioglimento del precedente.

### Gli inizi del calcio lavellese (1932-1956)
La prima società di calcio della cittadina fu l'Unione Sportiva Lavello, fondata nel 1932. Dalla stagione 1933-1934 risultò affiliata alla FIGC e partecipò a competizioni locali fino al 1949, quando fu organizzato il primo torneo ufficiale lucano in Seconda Divisione. Se ne perdono le tracce nel 1956, dopo aver disputato in tutto tre campionati nella massima categoria regionale.

### L'Associazione Sportiva Lavello (anni sessanta-1987)
Nella stagione 1963-1964 l'Associazione Sportiva Lavello militante in Seconda Categoria, secondo livello regionale, ottenne la promozione in Prima Categoria. Alla quinta stagione consecutiva nella massima serie lucana, dopo aver primeggiato nel girone B da imbattuta e aver vinto lo spareggio promozione con l'U.S. Pisticci, il Lavello fu promosso in Serie D. Nella stessa stagione gli ofantini vinsero anche la Coppa Disciplina dedicata ad Alfredo Viviani. I gialloverdi militarono in Interregionale per dieci anni consecutivi, quasi tutti gli anni settanta, per poi farvi immediato ritorno nel 1981 ed alternando nei restanti cinque anni, il campionato nazionale per tre stagioni a quello di Promozione regionale. Nel 1987, dopo la doppia retrocessione dall'Interregionale alla Prima Categoria regionale, il club attraversò una grave crisi finanziaria e fu affidato al sindaco della città ofantina. Nonostante questa operazione, l'A.S. Lavello non si iscrisse a nessun campionato e al suo posto fu ripescata la Baragianese.
Sempre dalla Gazzetta del Mezzogiorno, sappiamo che una società lavellese citata come "ex grande" e quindi molto probabilmente l'AS Lavello, partecipò alla Terza Categoria potentina dal 1988 al 1991; non abbiamo però conferma che fosse esattamente la stessa squadra.

### La Polisportiva Football Club Lavello (1993-2008)
All'inizio degli anni duemila emerse nel calcio regionale la Polisportiva Football Club Lavello, fondata nel 1993 con matricola numero 82338. Nel 2004 fu promossa in Serie D e l'anno successivo raggiunse il 5º posto nel proprio girone interregionale, segnando il miglior piazzamento raggiunto da una formazione lavellese in una competizione nazionale (il miglior posizionamento in Interregionale dell'A.S. Lavello era stato il 7º posto nelle stagioni 1971-1972 e 1974-1975). Nella stessa stagione i giallo-verdi vennero eliminati ai play-off dal Sorrento, dopo aver vinto per 1-0 in casa e perso 2-1 in trasferta. Nella stagione 2007-2008, coinvolto in gravi problemi societari, il club lucano fu retrocesso in Eccellenza dopo una stagione deficitaria in cui la squadra ofantina ha conquistato 5 punti (ridotti a 3 dopo l'abbandono del campo nella partita col Francavilla, terminata 7-0), e successivamente rinunciò ad iscriversi al massimo campionato regionale.

### Unione Sportiva Dilettantistica Lavello (dal 2008)
Nell'estate del 2008 venne fondata con matricola numero 921852 l'Unione Sportiva Dilettantistica Lavello, che ripartì dalla Terza Categoria lucana con colori sociali granata. Dopo aver raggiunto l'Eccellenza nel 2014, la squadra fu affidata ad una nuova gestione nel 2016. Nel 2020 raggiunse la Serie D, campionato a cui prese parte per tre stagioni.

## Colori e simboli

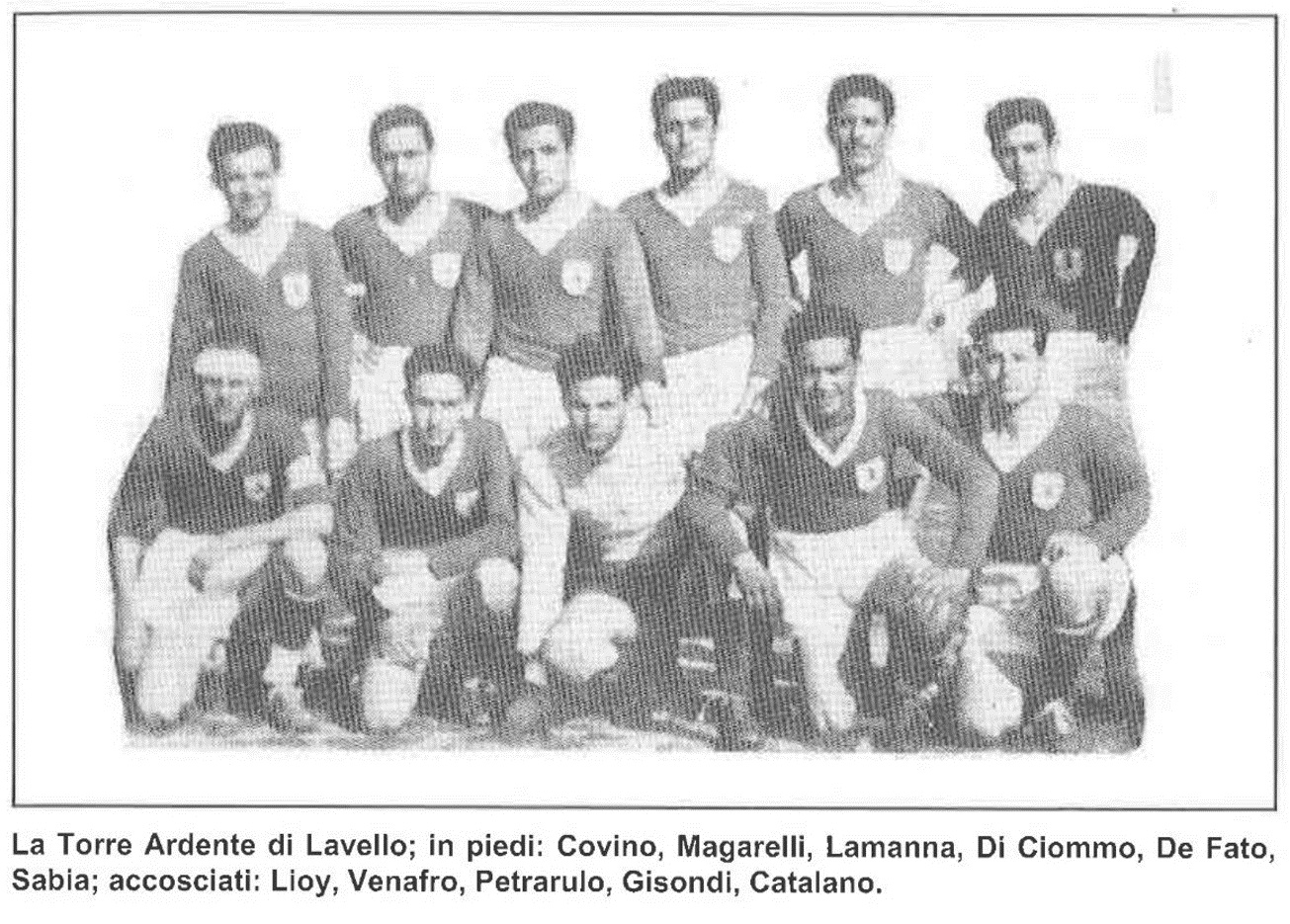
La "Torre Ardente"; nella stagione 1952-53 disputò la Prima Divisione lucana.

### Colori
La divisa di gioco tradizionale del Lavello è composta da una maglia a strisce verticali giallo e verde o a tinta unita verde con richiami gialli. I giocatori dell'US Lavello indossavano una divisa bianca e blu, evoluta poi nei colori blucerchiati.
La seconda maglia è tradizionalmente bianca con inserti verdi e gialli di vario tipo; per la maglia di riserva si sono avute diverse varianti nel corso degli anni.

### Simboli ufficiali

#### Stemma
Numerosi sono gli stemmi che hanno rappresentato le compagini lavellesi, quasi tutti accomunati dalla Torre Ardente, effigie della città.

## Strutture

### Stadio
Lo stadio Franco Pisicchio ha una capienza di circa 1200 posti ed è situato lungo la SS 93. Ammodernato negli anni 80, è dotato di pista di atletica. Nel 2021 vennero realizzati altri interventi strutturali e il manto fu trasformato in erba sintetica. Lo stadio è intitolato a Francesco Pisicchio, calciatore lavellese scomparso prematuramente negli anni novanta.

## Società
Non è dato sapere se ci sia stato qualche rapporto fra la prima Unione Sportiva Lavello e l'A.S. Lavello né quando, eventualmente, sia stata sciolta la prima ed istituita la seconda società. Non vi è peraltro certezza riguardo al mese ed anno di preciso scioglimento della società più giovane.

## Allenatori e presidenti
Si riporta l'elenco degli allenatori e dei presidenti del Lavello dall'anno di fondazione in poi
- 1964-1965  ? Covino
- 1969-1970  ? Daddato[14]
- 1970-1971  ? ?
- 1971  ? Tomasin[15][16]
- 1971-1973  ? Ranieri[17][18]
- 1973-1974  ? ?
- 1974-1975  Silvio Paciello
- 1975-1976  ? Tomasin
- 1976-1977  ? ?
- 1977-1978  Enzo Cavallaro (1ª-4 dicembre)

 Dante Bendin (11 dicembre-34ª)
- 1978-1979  Dante Bendin
- 1979-1980  Silvio Padello
- 1980-1981  Enzo Cavallaro
- 1981-1982  ?
- 2001-2003  Giovanni Pucci
- 2003-2004  Vito Fanelli
- 2004-2005  Ranko Lazic
- 2005-2006  Giovanni D'Alessio (precamp.)
 Pasquale Arleo (1ª-9ª)
 Giuseppe Fioriello (10ª-20ª)
 Principio Caprioli (21ª-34ª)
- 2006-2007  Vito Larocca (1ª-2ª)
 Giuseppe Alberti (3ª)
 Principio Caprioli (4ª-17ª)
 Alberto Urban (18ª-29ª)
 Giuseppe Alberti (30ª-34ª)
- 2007-2008  Salvatore Ciullo (1ª-4ª)
 Principio Caprioli (5ª-10ª)
 Armando Gregory Inglese (11ª-34ª)
- 2011-2014  Massimiliano Tarricone
- 2014-2015  Giuseppe Alberti
- 2015-2016  Principio Caprioli
- 2016-2019  Giuseppe Alberti
- 2019-2020  Alberigo Volini
- 2020-2021  Karel Zeman
- 2021-2022  Adolfo Sormani (1ª-10ª)
 Karel Zeman (11ª-38ª)
- 2022-2023  Karel Zeman
- 2023-2024  Giuseppe De Stefano (1ª-4ª)
 Rino Ciardiello (5ª)
 Principio Caprioli (6ª-)

- 2024-2025

Massimo Gallo
- 1936-1937  ? Damiano
- 1949-1950  ? Di Noia
- 1955-1956  Michele Coviello
- 1964-1965  ? D'Andrea
- 1969-1972  ? Mazzarelli[19][20]
- 1972-1977  Michele Ferrara[21]
- 1977-1979  Domenico Lizzadro
- 1979-1980  ? ?
- 1980-1982  Giuseppe Petrarulo
- 2001-2004  Raffaele Gentile
- 2004-2006  Mauro Antonio Robbe
- 2006-2007  Nicola Bitetto
- 2007-2008  Vito Gerardi
- 2008-2010
- 2011-2013
- 2013-2015  Giuseppe Petrarulo
- 2015-2016  Francesco Di Ciommo
- 2016-2018  Gaetano Pallottino
- 2018-2019  Antony Pace
- 2019-2023  Vincenzo Caputo

## Palmares

### Competizioni regionali
- Prima Categoria: 2

1966-1967 (girone B), 1968-1969 (girone B)
- Promozione: 2

1979-1980, 1984-1985
- Eccellenza: 2

2003-2004, 2019-2020

## Statistiche e record
Si fa presente che sono sommate le partecipazioni delle diverse squadre succedutesi nel tempo; la più titolata, l'A.S. Lavello, ha disputato 13 campionati nel massimo campionato dilettantistico fra gli anni settanta e i primi anni ottanta.

### Partecipazione ai campionati
| Livello | Categoria                 | Partecipazioni | Debutto   | Ultima stagione | Totale |
| ------- | ------------------------- | -------------- | --------- | --------------- | ------ |
| 4º      | Serie D                   | 12             | 1969-1970 | 2022-2023       | 12     |
| 5º      | Serie D                   | 6              | 1978-1979 | 2007-2008       | 8      |
| 5º      | Campionato Interregionale | 2              | 1981-1982 | 1985-1986       | 8      |

### Partecipazioni alle coppe
| Competizione            | Partecipazioni | Debutto   | Ultima stagione | Totale |
| ----------------------- | -------------- | --------- | --------------- | ------ |
| Coppa Italia Serie D    | 6              | 2004-2005 | 2022-2023       | 6      |
| Coppa Italia Dilettanti | 4              | 1967-1968 | 1985-1986       | 4      |

## Tifoseria
Il tifo organizzato è portato avanti dai gruppi Ultras Lavello 2003 e Gioventù Lavellese.

### Gemellaggi e rivalità
Il derby più sentito è quello con la Vultur Rionero, la cui rivalità è sorta nel 2003-2004 in Eccellenza. Altre rivalità accese sorte negli anni duemila sono quelle con il Francavilla in Sinni e l'Oraziana Venosa, alimentate anche del gemellaggio tra i sinnici e gli oraziani. Sentito anche il derby col Matera. L'unico gemellaggio è con i tifosi del Montescaglioso, nato a partire dal 24 febbraio 2019. Sono presenti simpatie per il Melfi e il Canosa.